# ビートルマニア
ビートルマニア（英語:Beatlemania）とは、イギリスの音楽バンド「ビートルズ」の関連用語で、特に1960年代に存在した熱狂的なファンを指した言葉。「ビートルズ・マニア」とも呼ばれる。現代でも一部のファンが自称する事がある。

## 概要
1962年10月にEMIパーロフォンからシングル「ラヴ・ミー・ドゥ」でレコード・デビューしたビートルズは、1963年に入ると急激に人気を獲得した（詳細はこちらを参照）。特に10代を中心とした若い女性たちのビートルズへの熱狂はすさまじく、幾つかの記録映像（ビデオ版の「ザ・ビートルズ・アンソロジー」や「コンプリート・ビートルズ」）で、その高音による喚声が残されている。
こうしたファンの一部は公演で声援を送るだけではなく、ビートルズが宿泊しているホテルの周囲を取り囲んで終夜喚声を上げる様な状況をイギリス各地で起こすようになった。11月になると、チケットの発売日の3日前から未成年を含むファンが行列を作るという状況が問題視され、イギリス議会で取り上げられる。10月頃になって、「デイリーミラー」がこうしたファン達を称してビートルマニアという言葉を使い始めるようになった。
ブライアン・エプスタインの発言によると、1964年にビートルズがアメリカ合衆国のJFK国際空港に降り立った時の状況が、ビートルズが世界的な人気を獲得した契機となり、これがビートルマニアのイメージの元になっているとされる。

## 派生した用語
この用語はその後さまざまな派生形を生んだ。たとえば、1970年代初頭のローラーマニア (Rollermania) はスコットランドのバンド、ベイ・シティ・ローラーズについて用いられ、1980年代初頭にはラテンアメリカ全土を熱狂させたメヌード (Menudo、のちにリッキー・マーティンが在籍していたグループ) を指してメヌードマニア (Menudomania) という用語が作られている。

## ビートルマニアの関連作品
- ビートルマニア （ミュージカル）(EN:Beatlemania (musical)) - ブロードウェイミュージカル。1977年から1979年まで1006回公演された。トニー賞の最優秀照明デザインにノミネートされた。
- ビートルズと私(EN:Beatles Stories) - セス・スワースキーが8年間かけてビートルズ関係者を取材したインタビュードキュメンタリー映画。

## ビートルマニアのイベント
- ビートルズファンのためのフェスト(EN:The Fest for Beatles Fans) - 1974年からアメリカにて年2回開催されているビートルズファンフェスト。

## ビートルマニアの人物
- セス・スワースキー - 自作映画のビートルズと私で、自らビートルマニアであるとコメントしている。